# Jan Benigier
Jan Janusz Benigier, född den 18 februari 1950 i Radom, Polen, är en polsk fotbollsspelare som tog OS-silver i fotbollsturneringen vid de olympiska sommarspelen 1976 i Montréal.